# Campeonato de Apertura 1959 (Perú)
El Campeonato de Apertura 1959 fue la decimoquinta edición de este torneo. Participaron los cuatro mejores equipos del Campeonato Peruano de Fútbol de 1958 además de Alianza Lima que fue invitado. El campeón fue Sport Boys por diferencia de goles. La organización correspondía a la Asociación Central de Fútbol (ACF), antigua denominación de la actual Asociación Deportiva de Fútbol Profesional (ADFP).

## Equipos participantes
| Club                      | Vía de clasificación                                |
| ------------------------- | --------------------------------------------------- |
| Sport Boys                | Campeón del Campeonato Peruano de Fútbol de 1958    |
| Atlético Chalaco          | Subcampeón del Campeonato Peruano de Fútbol de 1958 |
| Mariscal Castilla         | Tercero del Campeonato Peruano de Fútbol de 1958    |
| Universitario de Deportes | Cuarto del Campeonato Peruano de Fútbol de 1958     |
| Alianza Lima              | Invitado                                            |

## Resultados

### Primera fecha
| 7 de junio de 1959 | Alianza Lima    | 2:0 | Atlético Chalaco | Estadio Nacional, Lima |  |
|                    | Benítez · Mazzo |     |                  |                        |  |

| 7 de junio de 1959 | Sport Boys       | 2:1 | Universitario de Deportes | Estadio Nacional, Lima |  |
|                    | Urdániga · Arroé |     | Márquez                   |                        |  |

### Segunda fecha
| 10 de junio de 1959 | Atlético Chalaco   | 2:2 | Mariscal Castilla | Estadio Nacional, Lima |  |
|                     | Castillo · Guevara |     | Rodrich · Zezinho |                        |  |

| 10 de junio de 1959 | Sport Boys | 1:2 | Alianza Lima  | Estadio Nacional, Lima |  |
|                     | Briceño    |     | Mazzo · Bazza |                        |  |

### Tercera fecha
| 14 de junio de 1959 | Sport Boys         | 5:3 | Atlético Chalaco           | Estadio Nacional, Lima |  |
|                     | Urdániga · Herrera |     | García · Castillo · Vargas |                        |  |

| 14 de junio de 1959 | Universitario de Deportes | 1:1 | Mariscal Castilla | Estadio Nacional, Lima |  |
|                     | Iwasaki                   |     | Lobatón           |                        |  |

### Cuarta fecha
| 17 de junio de 1959 | Atlético Chalaco | 2:2 | Universitario de Deportes | Estadio Nacional, Lima |  |
|                     | Guevara          |     | Guzmán · Villalba         |                        |  |

| 17 de junio de 1959 | Mariscal Castilla | 1:3 | Alianza Lima | Estadio Nacional, Lima |  |

### Quinta fecha
| 21 de junio de 1959 | Sport Boys        | 3:1 | Mariscal Castilla | Estadio Nacional, Lima |  |
|                     | Farfán · Urdániga |     | Zezinho           |                        |  |

| 21 de junio de 1959 | Universitario de Deportes | 6:2 | Alianza Lima  | Estadio Nacional, Lima |  |
|                     | Daniel Ruiz · Villalba    |     | Mazzo · Bazza |                        |  |

## Tabla de posiciones
| Pos. | Equipo                    | PJ | PG | PE | PP | GF | GC | Dif. | Puntos |
| ---- | ------------------------- | -- | -- | -- | -- | -- | -- | ---- | ------ |
| 1°   | Sport Boys                | 4  | 3  | 0  | 1  | 11 | 7  | +4   | 6      |
| 2°   | Alianza Lima              | 4  | 3  | 0  | 1  | 9  | 8  | +2   | 6      |
| 3°   | Universitario de Deportes | 4  | 1  | 2  | 1  | 10 | 7  | +3   | 4      |
| 4°   | Atlético Chalaco          | 4  | 0  | 2  | 2  | 7  | 11 | -4   | 2      |
| 5°   | Mariscal Castilla         | 4  | 0  | 2  | 2  | 5  | 9  | -4   | 2      |

|                                |
| Campeón Campeonato de Apertura |
| Sport Boys 2.do título         |